# Micropeza breviradialis
Micropeza breviradialis är en tvåvingeart som först beskrevs av Willi Hennig 1936. Micropeza breviradialis ingår i släktet Micropeza och familjen skridflugor.
Artens utbredningsområde är Panama. Inga underarter finns listade i Catalogue of Life.